# Таліжинецький ліс
Таліжинецький ліс — заповідне урочище місцевого значення. Розташоване в Тетіївській міській громаді Київської області.

## Розташування
Урочище розташовується в межах Кашперівського лісництва ДП «Білоцерківське лісове господарство» – квартали 21—23 (всі виділи) на території Теліжинецької сільської ради Тетіївського району. 
Об’єкт оголошено рішенням 16 сесії ХХІ скликання Київської обласної ради від 10 березня 1994 р.
Урочище є системою боліт, вкритою дубово-грабовим лісом з багатою флорою і фауною. На струмку влаштовано ставки.
Проїзд з Тетієва до села Теліжинці місцевим автобусом. Від зупинки до урочища 1,5 км.

## Галерея

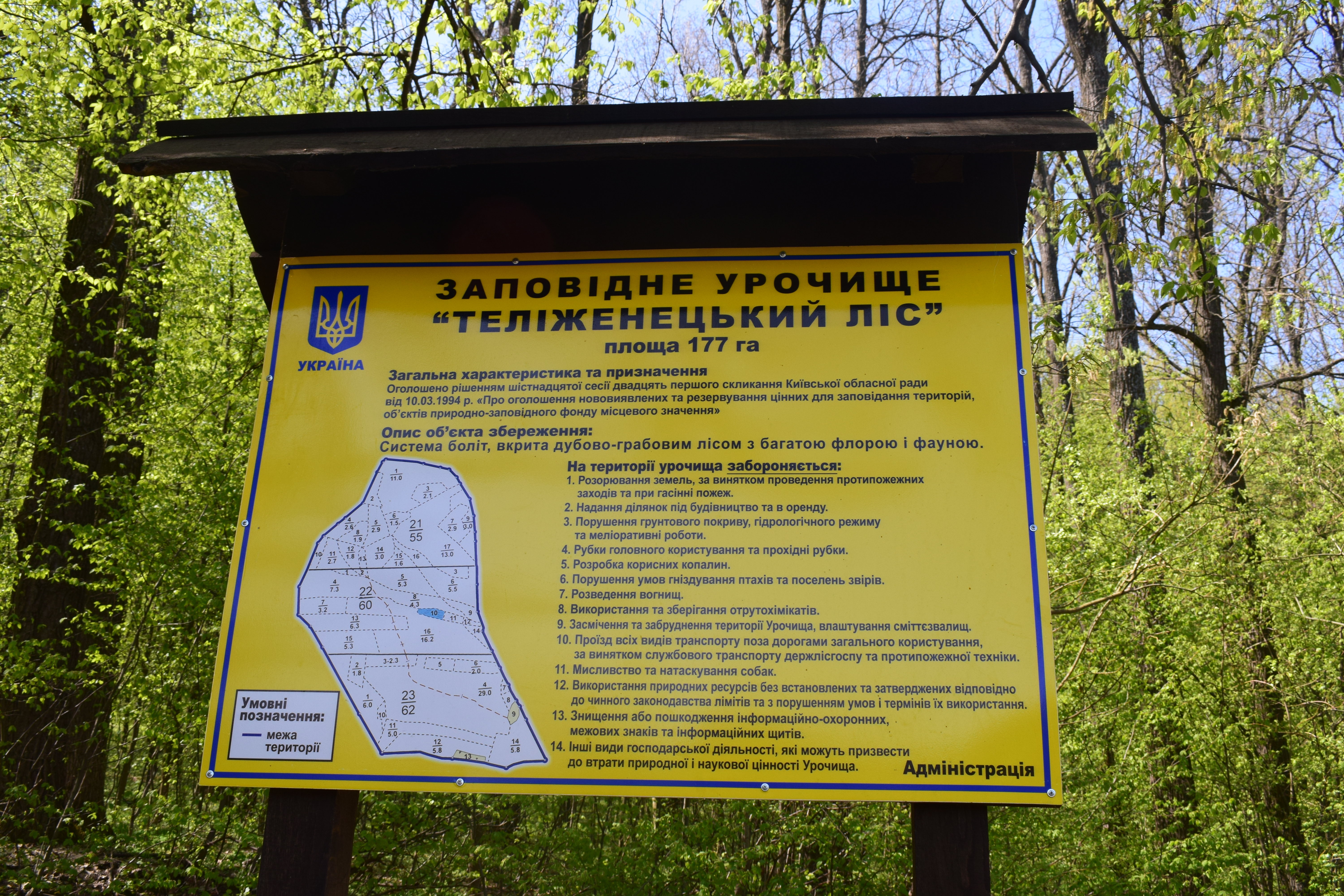
Стенд
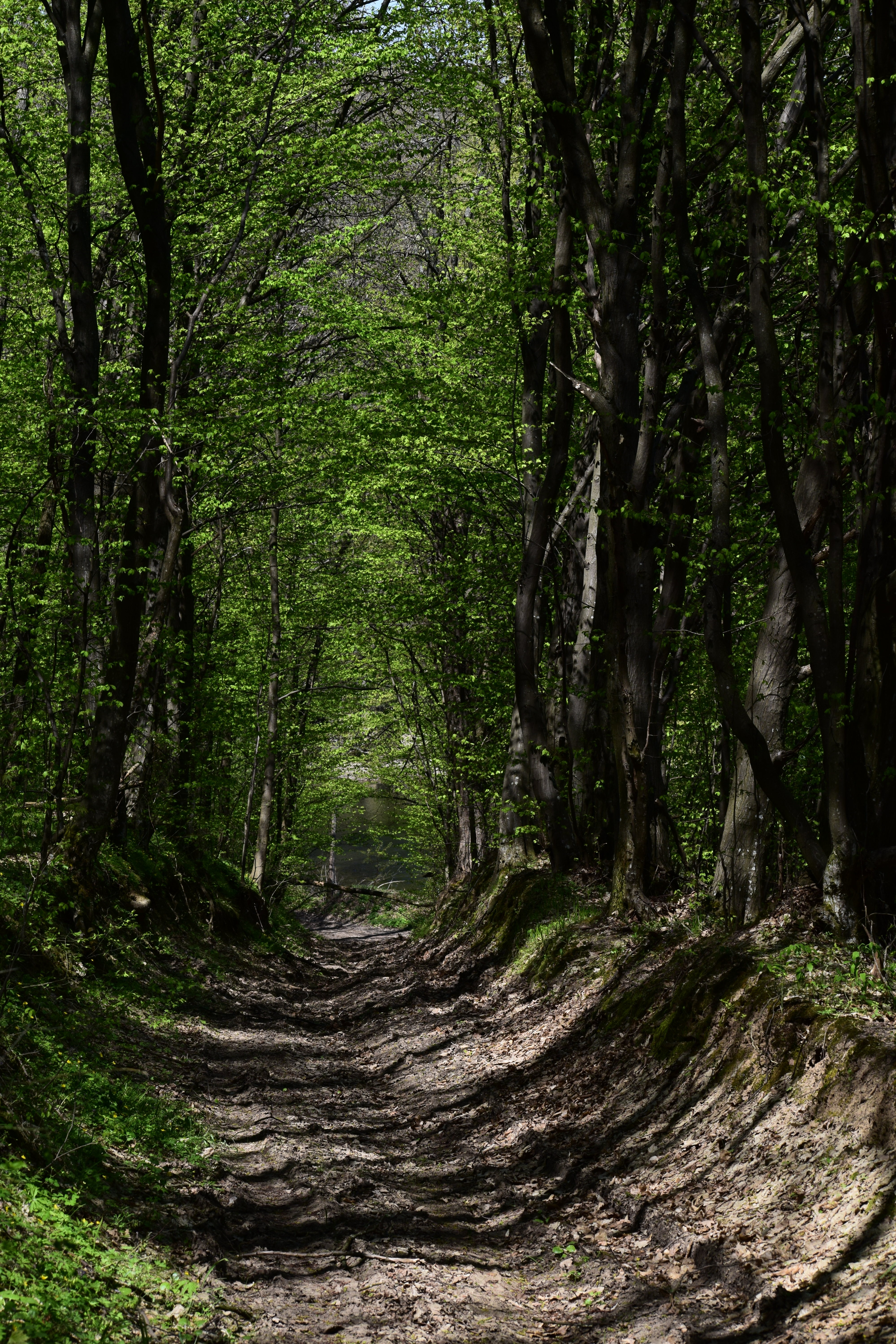
Просіка
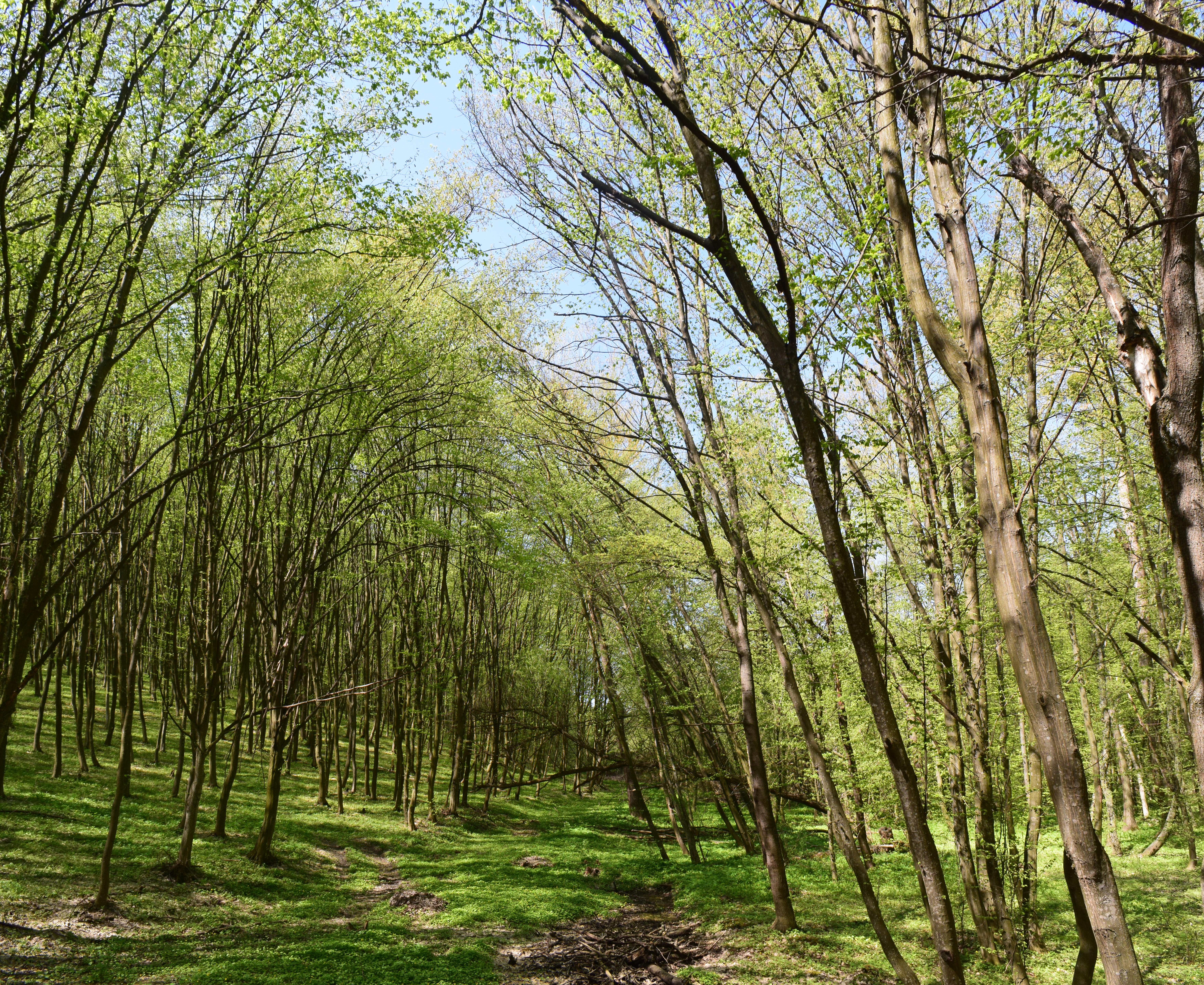
Струмок
Став
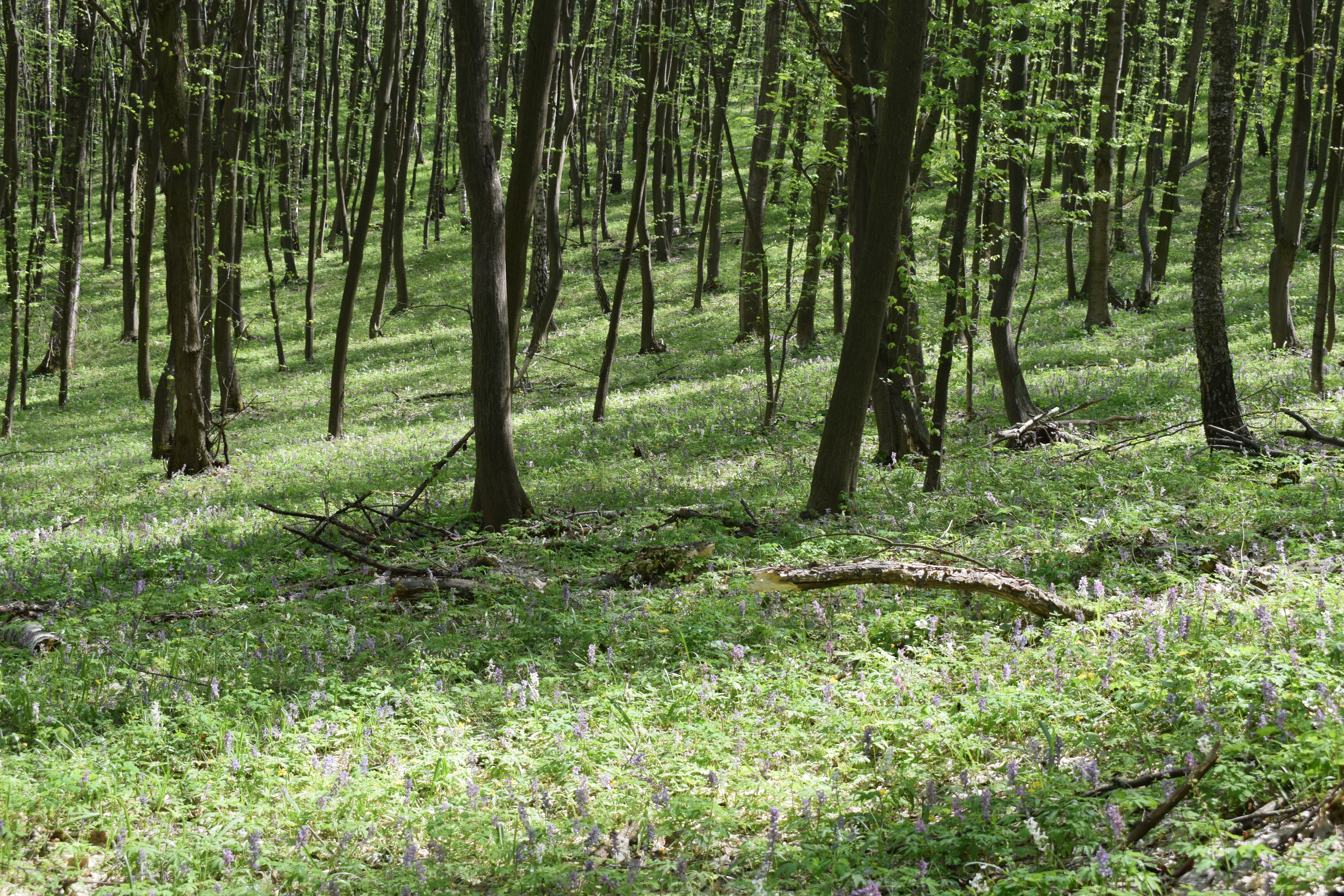
На схилі балки
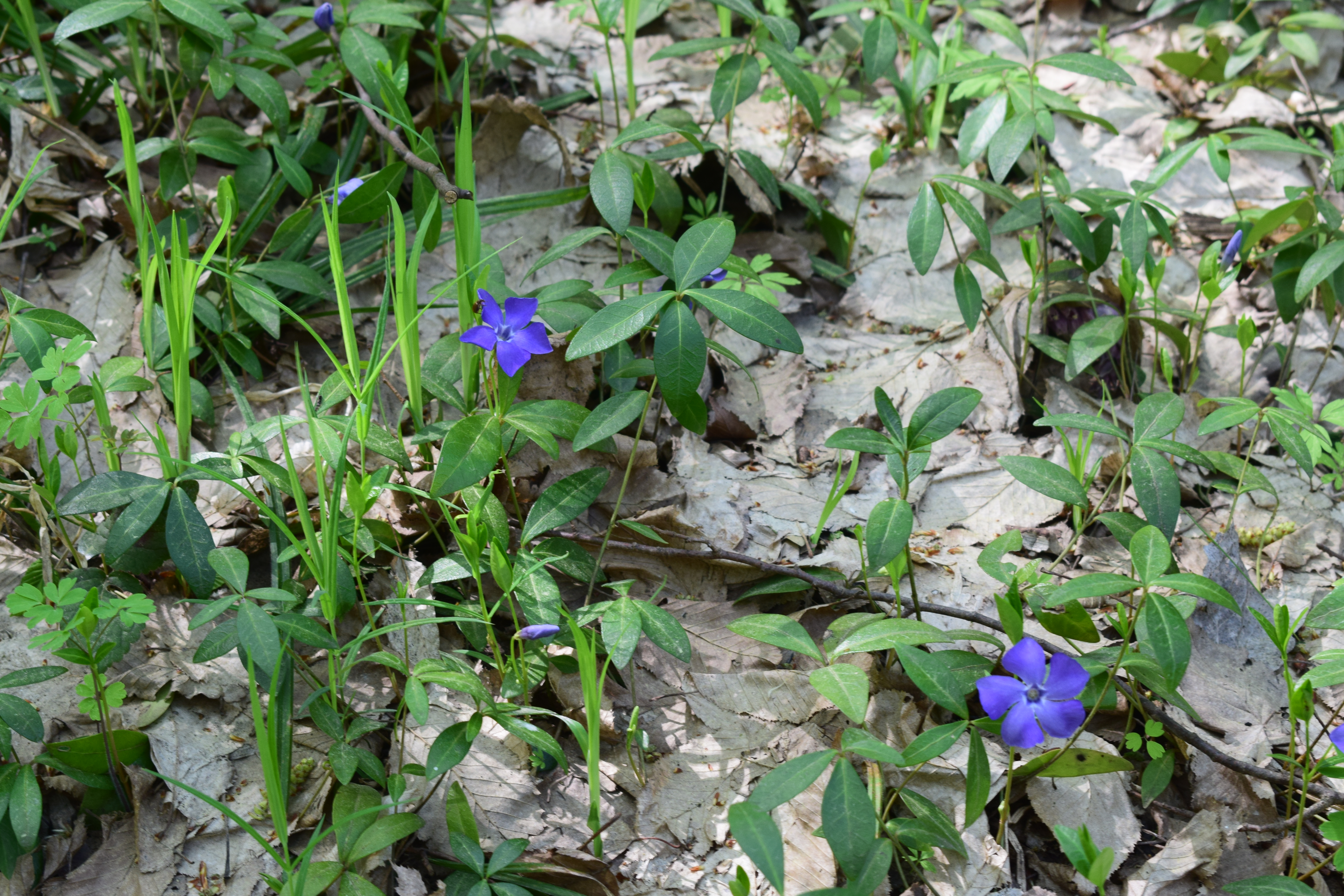
Фіалка лісова
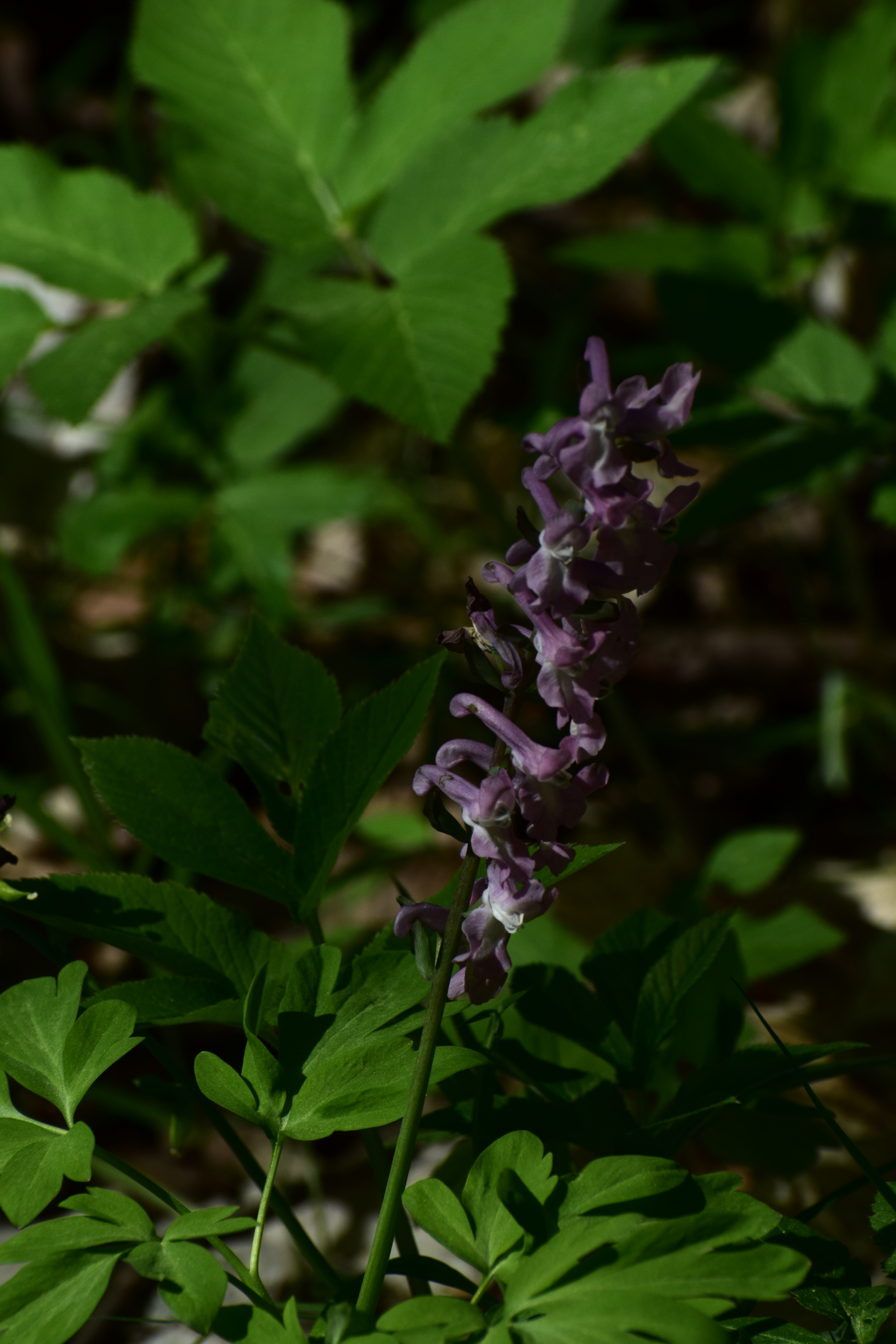
Ряст
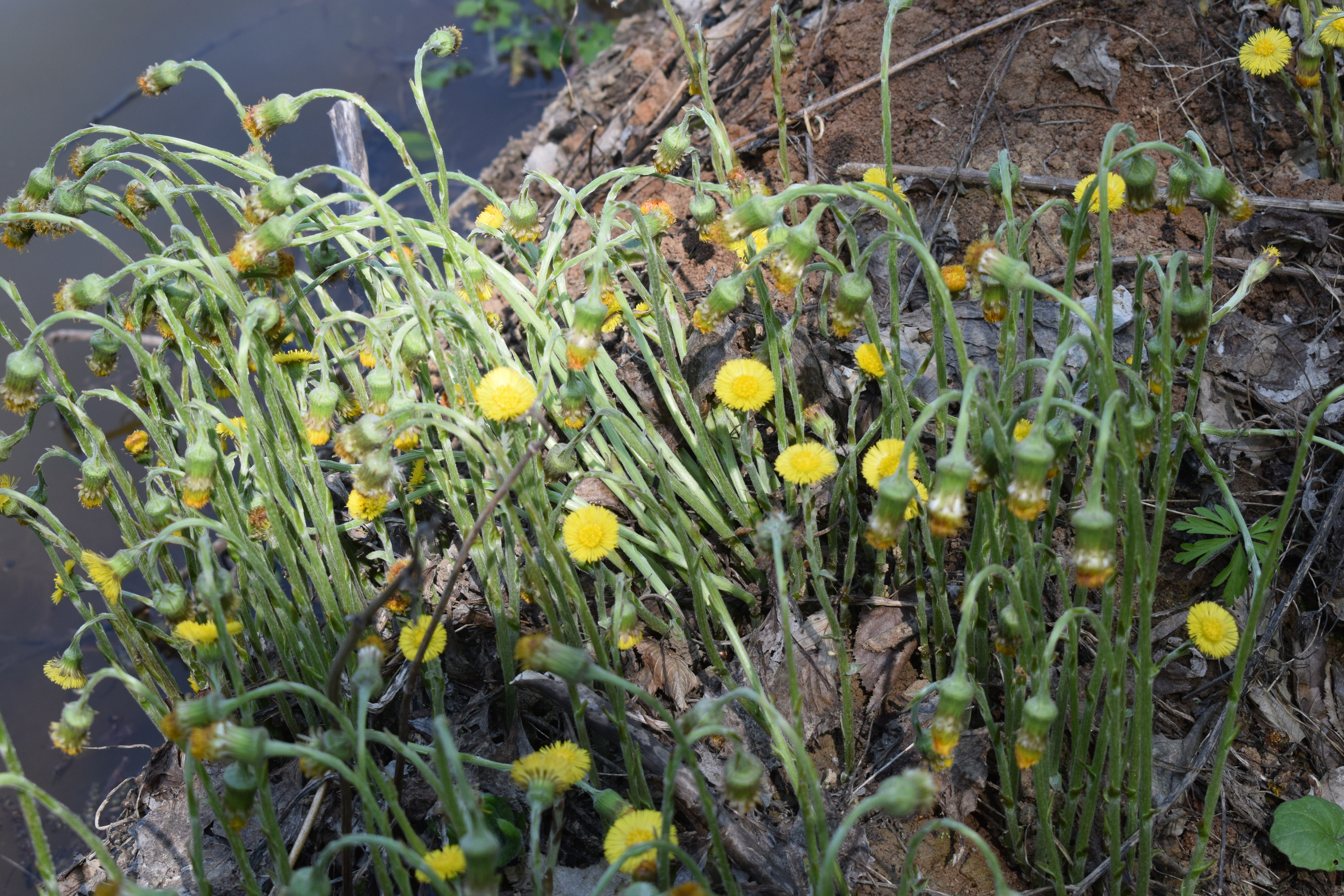
Підбіл
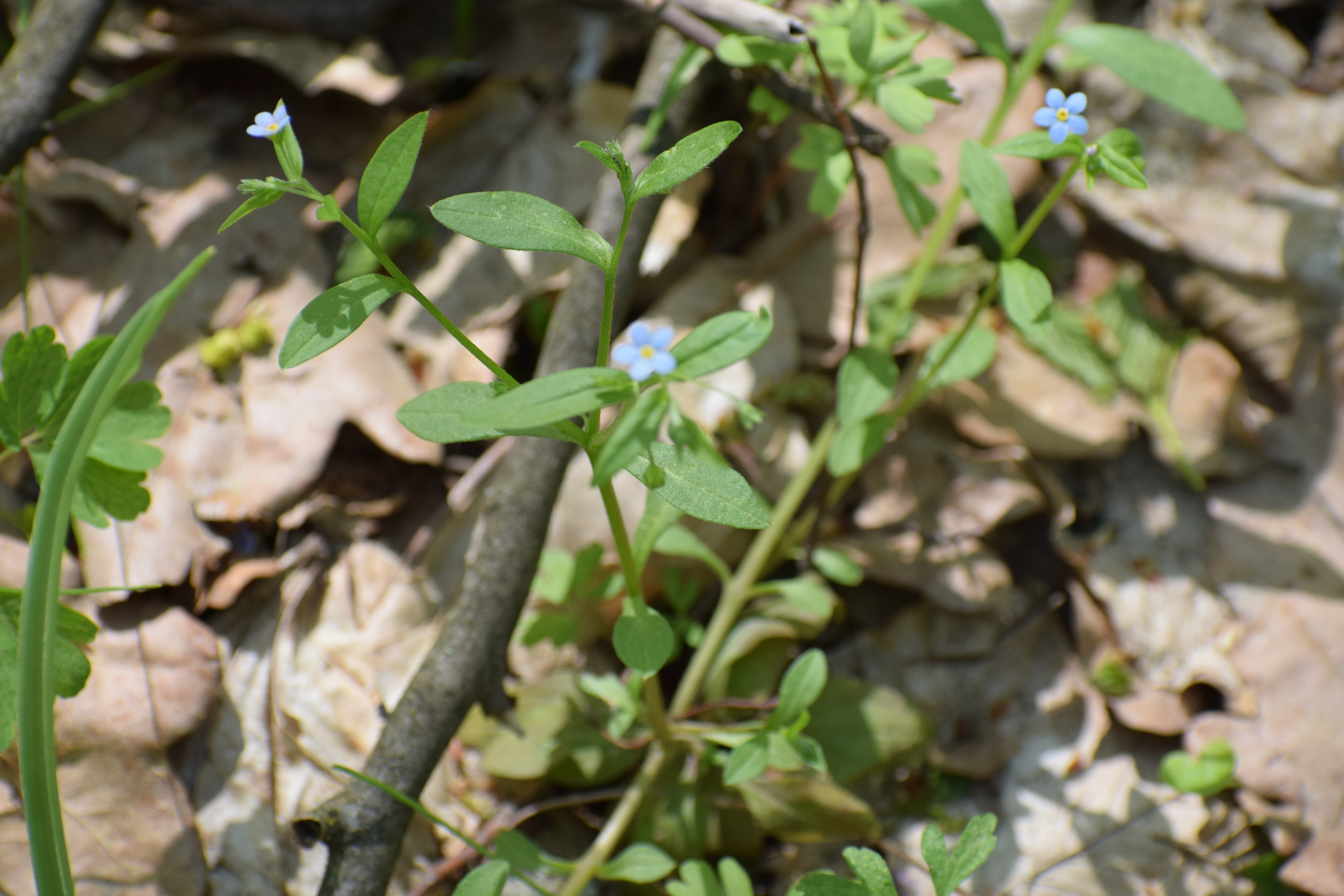
Незабудка
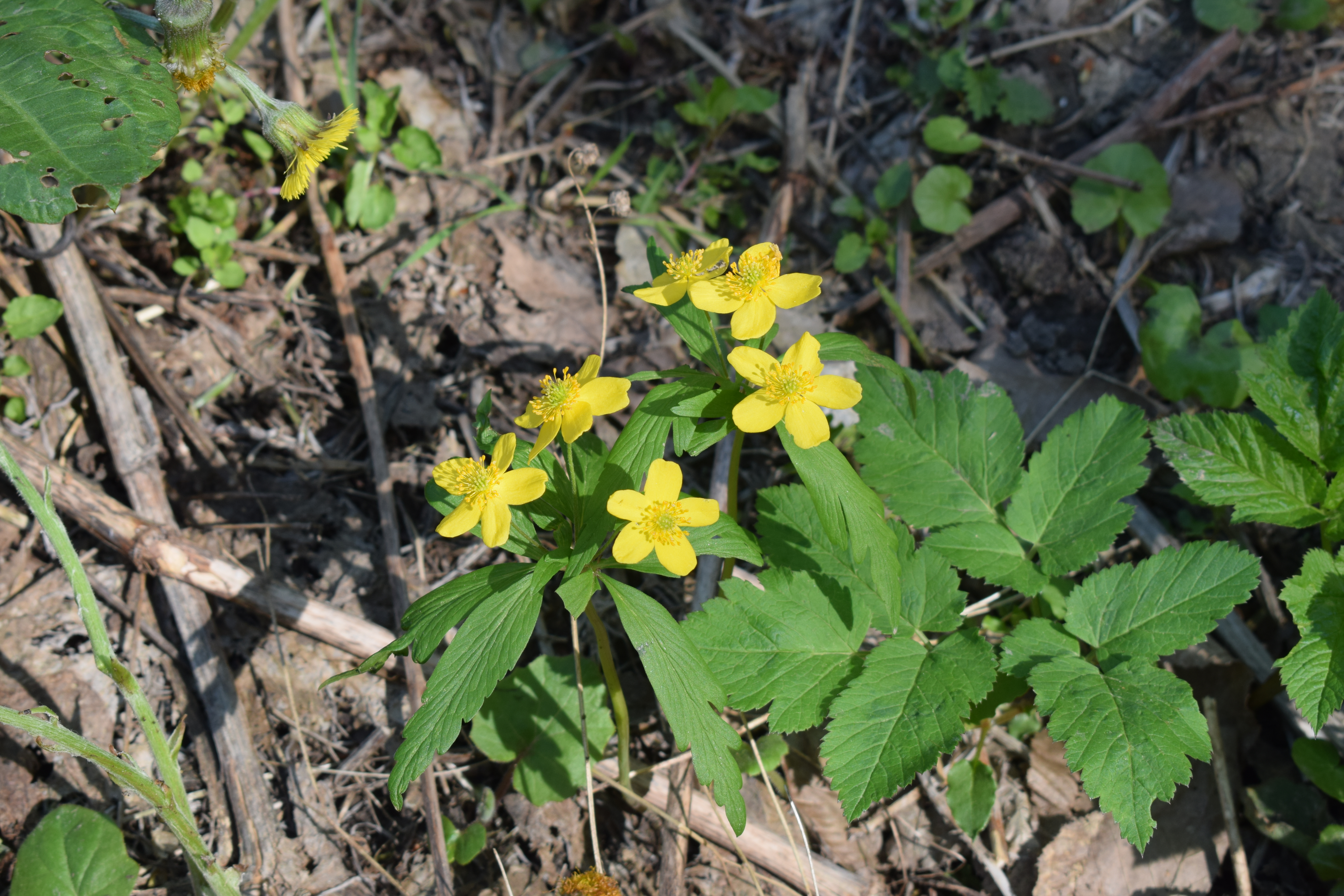
Жовтець
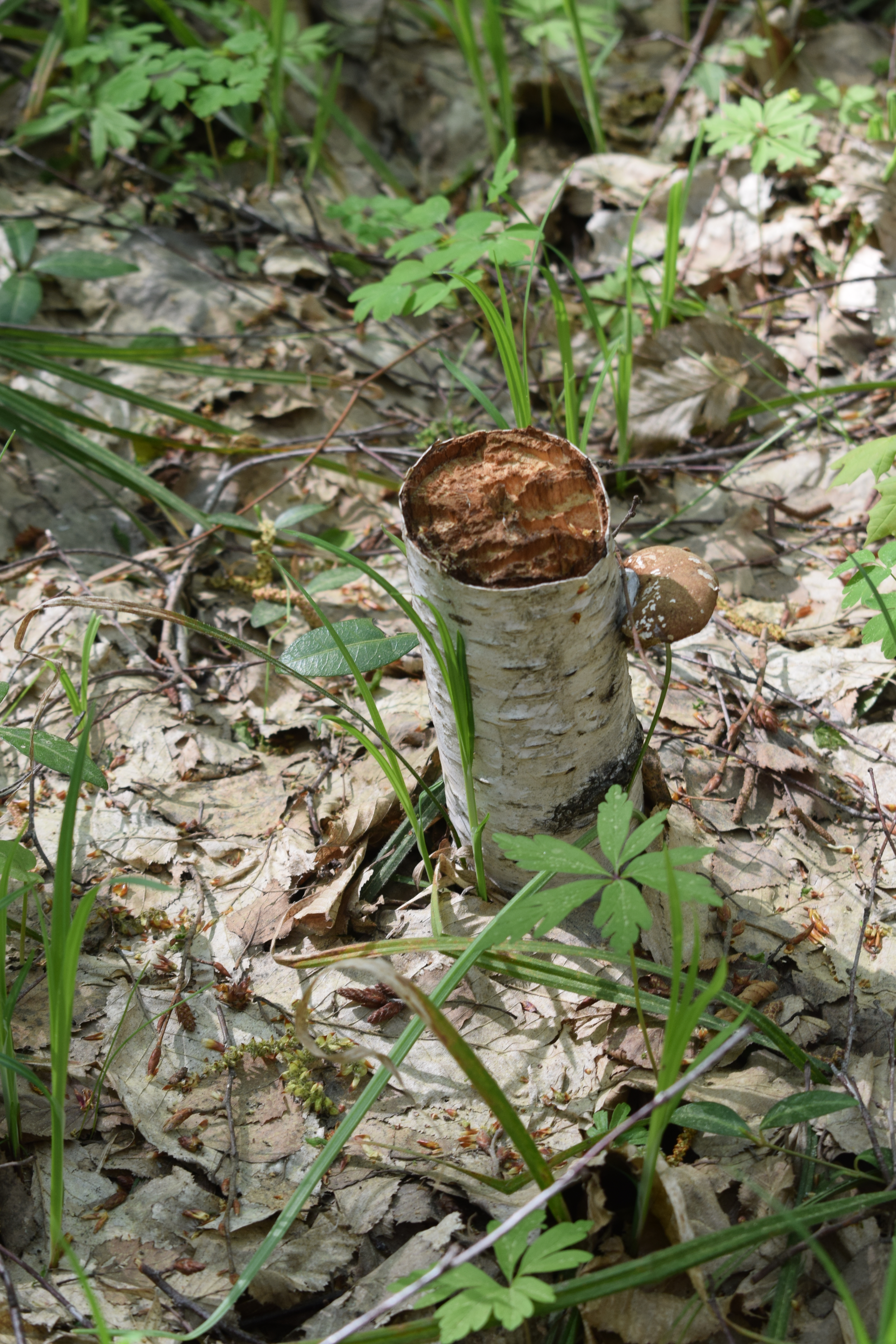
Березова губка